# 브루니아과

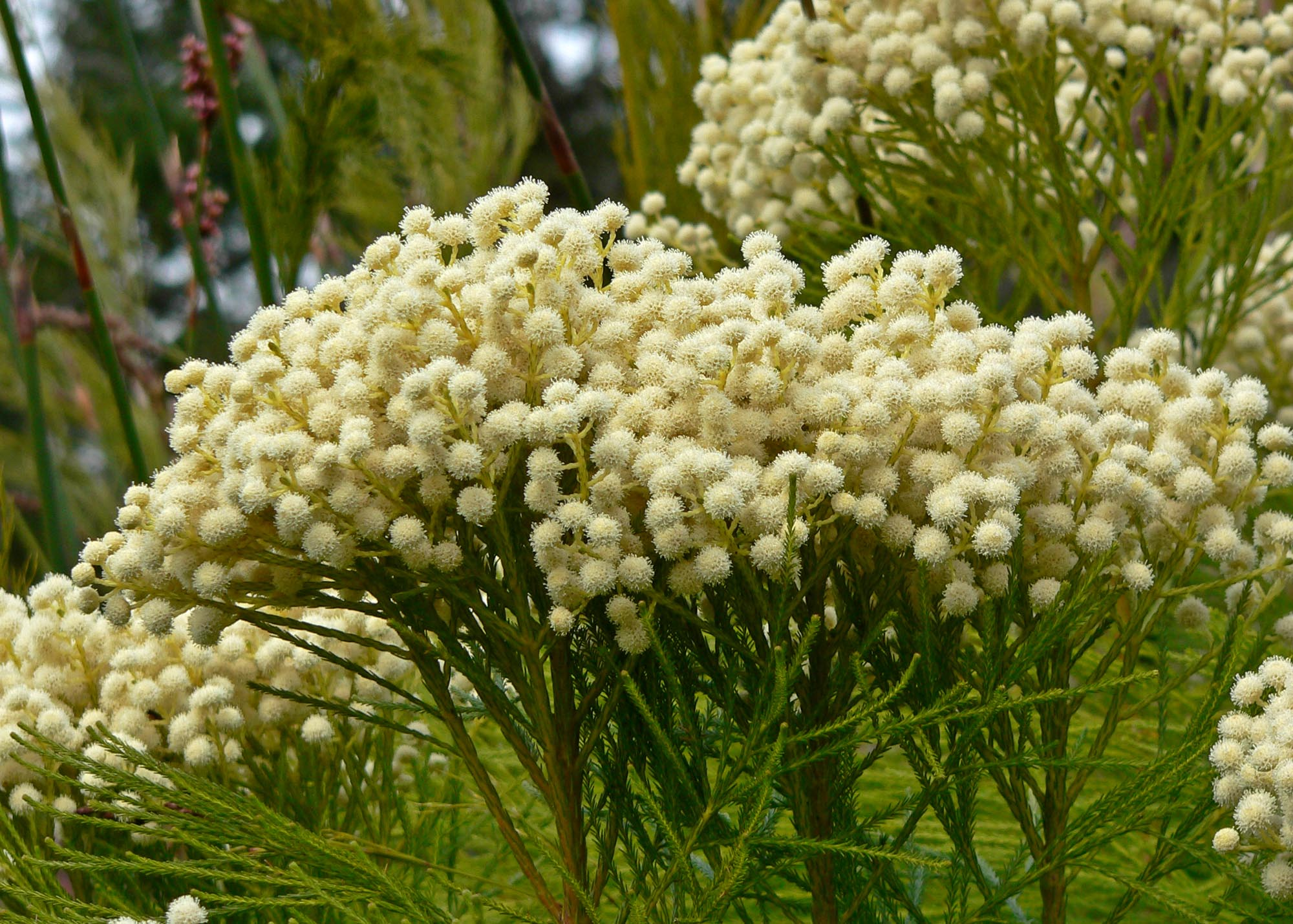

브루니아과는 남아프리카 공화국의 희망봉 지역에 원산지를 둔 관목 과이다. 이들 대부분은 희망봉 지역에 한정되어 분포하지만, 일부 종들은 남아프리카 공화국 콰줄루나탈 주에 존재한다.
APG II 분류 체계에서, 이 과는 꿀풀목에 속해 있지만, 2008년 연구에서는 콜루멜리아과의 자매 과로 제안되어 있으며, 속씨식물 계통분류 그룹 웹사이트는 브루니아목에 이 두 과를 통합할 것을 제안하고 있다.

## 하위 속
12개 속에 모두 75종이 있다.:
- Audouinia Brongn.
- Berzelia Brongn.
- Brunia Lam.
- Linconia L.
- Lonchostoma Wikstr.
- Mniothamnea (Oliv.) Nied.
- Nebelia Neck. ex Sweet
- Pseudobaeckea Nied.
- Raspalia Brongn.
- Staavia Dahl
- Thamnea Sol. ex Brongn.
- Tittmannia Brongn.